# Jaroslav Pollák
Jaroslav Pollák (Nižný Medzev, 11 luglio 1947 – Košice, 26 giugno 2020) è stato un calciatore cecoslovacco, di ruolo centrocampista, campione europeo con la Cecoslovacchia nel 1976.
Durante l'attività calcistica era soprannominato Bobby, in omaggio a Bobby Charlton.

## Carriera

### Club
Iniziò la carriera nel 1965 con il VSS Košice. Nel 1977, dopo aver conseguito la laurea in scienze giuridiche, passò al Dukla Banská Bystrica e dopo due stagioni fu ceduto allo Sparta Praga con cui vinse una coppa di Cecoslovacchia. Nel 1981 si trasferì in Austria al Salisburgo dove totalizzò, in due stagioni, 65 presenze nella massima divisione austriaca. Nel 1983 ritornò in Cecoslovacchia per giocare ZŤS Košice e terminò la carriera professionistica nel 1988.

### Nazionale
Con la Cecoslovacchia debuttò il 23 giugno 1968 a Bratislava contro il Brasile (3-2). Il 12 giugno 1971 nella partita giocata a Helsinki contro la Finlandia (4-0) mise a segno prima e unica rete in Nazionale. Disputò il suo ultimo incontro con la Nazionale il 26 marzo 1980 a Basilea contro la Svizzera (0-2). Partecipò al campionato del mondo 1970 e ai campionati europei di calcio di Jugoslavia 1976 e Italia 1980.

## Palmarès

### Club
- Coppa di Cecoslovacchia: 1

Sparta Praga: 1980

### Nazionale
- Campionato d'Europa: 1

Jugoslavia 1976